# 4506 Hendrie
4506 Hendrie este un asteroid din centura principală, descoperit pe 24 martie 1990 de Brian Manning.